# Drusus bosnicus
Drusus bosnicus là một loài Trichoptera trong họ Limnephilidae. Chúng phân bố ở miền Cổ bắc.